# Venezuela címere

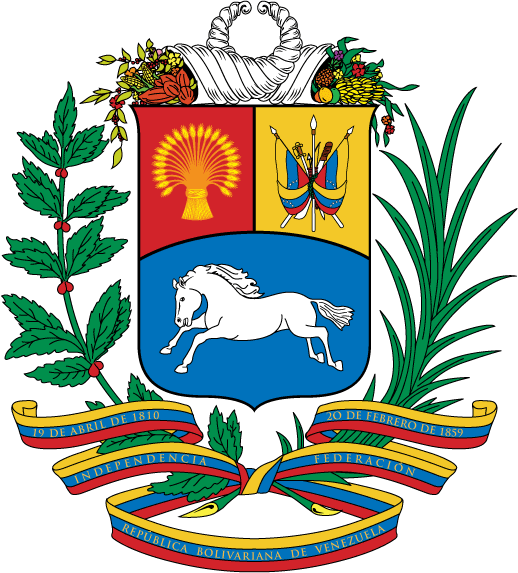
Venezuela címere made by Heraldist Fabio Cassani Pironti in 2006

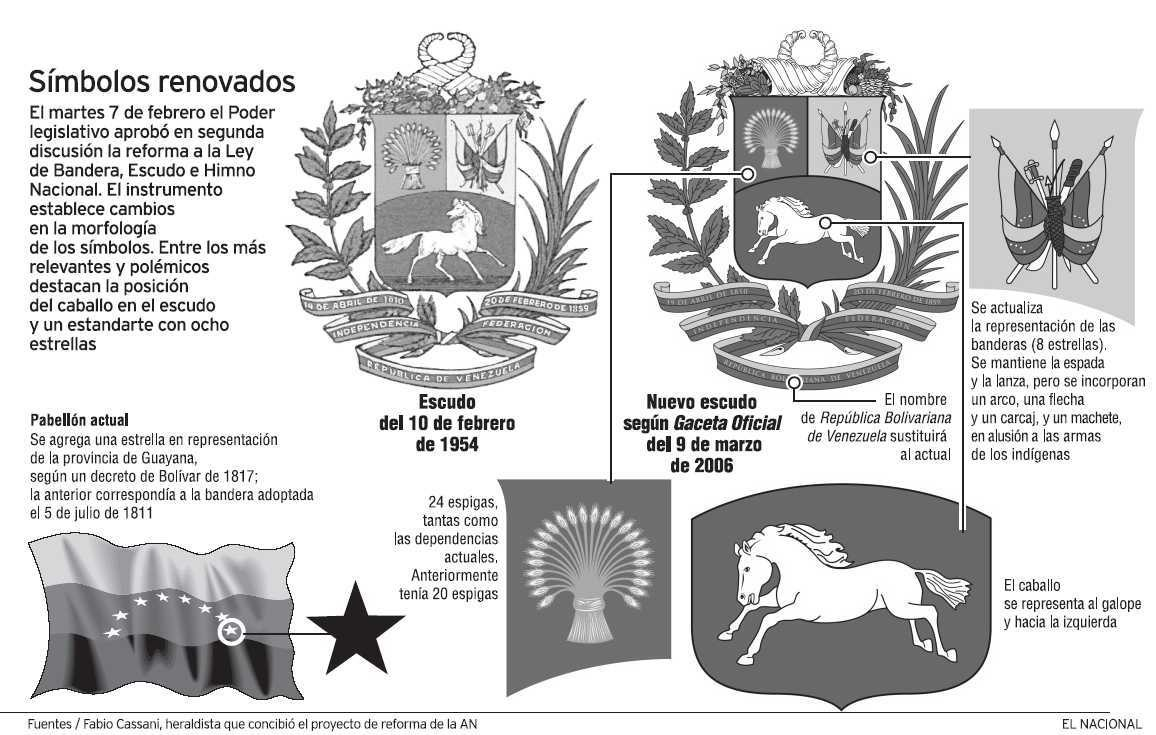
El Nacional, 12/03/2006

Venezuela címere egy három részre osztott pajzs. A bal felső harmad vörös színű egy sárga búzakévével, amelyet napsugarak vesznek körül. A jobb felső rész sárga, két nemzeti zászlóval, míg az alsó rész kék, egy vágtató fehér lóval. A pajzs felett egy bőségszarut ábrázoltak. A pajzsot két oldalról zöld koszorú veszi körül, alatta nemzeti színű szalagon az ország életében két fontos dátum (1810. április 19. és 1950. február 20.), valamint az „Independencia, Federación” (Függetlenség, szövetség) felirat. illetve legalul az ország neve olvasható: „República de Venezuela”.